# 화두 경기장
화두 경기장(중국어: 花都區體育中心)은 중국 광저우시에 위치한 다목적 경기장으로 주로 축구 경기가 열린다. 수용 인원은 13,394명이며 현재 중국 갑급리그의 광저우 FC의 홈 경기장으로 사용되고 있다.